# 桜井悠美子
桜井 悠美子（さくらい ゆみこ、1982年4月24日 - ）は、日本のタレント。
群馬県出身。血液型は不明。しかし以前はO型と表記されていた。
公式プロフィールによると身長160cm。スリーサイズはB:84 W:54 H:82。靴のサイズは23.5。愛犬の名前はピコ。所属事務所は、有限会社MIYAMA MANAGEMENT OFFICE。

## 人物
元・日本キックボクシング連盟マスコットガールの為、以前はCS放送プロレス格闘技専門チャンネルFIGHTING TV サムライを始め、格闘技関係の番組によく出演していた。今は格闘技関係の仕事は余りしなくなってしまったが、本人が本当に格闘技が好きな為、今でもよく会場に足を運んでいる。
2007年6月15日、自身のblog上にて総合格闘家の田村潔司と婚約したことを発表。同年7月7日に入籍し、7月28日に結婚披露宴が行われた。
2005年4月からは、日本テレビで放送されたクリック!において、クリッカーズという番組アシスタントを務める。
現在はスカパー!の競馬専門チャンネル・グリーンチャンネルで放送している「RIDE ON 22」の司会や、音楽専門チャンネル・MUSIC ON! TVで放送している「ASAHI Super DRY Presents The LIVE SHOW」でアシスタントを務めている。

## 主な出演作品

### CM
- ブルボン 笑顔のリレー編
- 日本リーバ ポンズダブルホワイト
- au 京セラ A1013K

### 過去の出演作品
- S-ARENA 格闘ジャングル（FIGHTING TV サムライ）
- 生でGONG×2（FIGHTING TV サムライ）
- NEWS侍！（FIGHTING TV サムライ）
- PRIDE侍（FIGHTING TV サムライ）
- 格闘侍（FIGHTING TV サムライ）
- クリック!（日本テレビ）
- RIDE ON 22（グリーンチャンネル）
- ASAHI Super DRY Presents The LIVE SHOW（MUSIC ON! TV）